# Castello di Koz
Il castello di Koz (in turco Koz Kalesi), o castello di Kürşat, è un castello nel distretto di Altınözü della provincia di Hatay in Turchia, costruito su una piccola collina dove inizia il Kuseyr. Fu costruito dal Principato di Antiochia in conci. Il castello aveva un ingresso a nord, ma questa porta non esiste più e il lato orientale del castello è stato livellato, lasciando alcuni dei granai originali. Alcuni bastioni del castello sono ancora in piedi.

## Storia
Fu menzionato per la prima volta come castello di Cursat nel 1133, quando fu preso da Folco, re di Gerusalemme. Nel 1155 il castello passò nelle mani del Patriarca latino di Antiochia, Aimerio di Limoges, che utilizzò il castello come un posto sicuro per sé e per i suoi tesori, tanto da essere conosciuto come Castrum Patriarchae ("Castello del Patriarca"). Nel 1180 Aimerio scomunicò il principe di Antiochia Boemondo III, su ordine di papa Alessandro III, per questioni attinenti la sua vita privata. Boemondo III, irritato per quella decisione, assediò Cursat fino all'intervento di re Baldovino IV di Gerusalemme.
Nel 1188, Aimerio impedì alle truppe del sultano ayyubide Saladino di attaccare Cursat pagandogli una somma di denaro dal proprio tesoro. Nel 1225 il Patriarca latino di Antiochia Raniero di Antiochia tornò in Italia, lasciando a Filippo il controllo del castello di Cursat, dove era custodito il tesoro patriarcale.
In seguito, papa Innocenzo IV ordinò che l'intero gettito fiscale delle chiese di Antiochia e Cipro fosse utilizzato per la riparazione e l'ampliamento di Cursat per tre anni, iniziativa ne rafforzò le difese entro il 1256. Così, il castello resistette all'assedio delle forze mamelucche guidate da Baybars nel 1268.
Dopo la caduta di Antiochia, Cursat fu circondato da territorio controllato dai musulmani. Il castellano che custodiva il castello in nome del patriarca era un cavaliere di nome "Guglielmo", che si sforzava di mantenere contatti amichevoli con i vicini emiri musulmani, in particolare con gli emiri di Soghr e Bagras. Baybars si astenne dall'attaccare il castello a condizione che Guglielmo condividesse le sue entrate con i suoi vicini musulmani. In seguito Guglielmo divenne monaco e lasciò la gestione del castello al padre Bastardo. Il 13 aprile 1275, quest'ultimo fu catturato in un'imboscata mamelucca, poi imprigionato a Damasco. Il castello fu in seguito assediato e infine si arrese il 14 novembre 1275.